# カルフーン郡区 (アイオワ州カルフーン郡)
カルフーン郡区 (Calhoun Township) は、アメリカ合衆国アイオワ州カルフーン郡にある16の郡区の一つである。2000年の国勢調査で、人口は166人だった。

## 地理
カルフーン郡区は81.8平方キロメートル（31.58平方マイル)で、組み込まれている自治体 (incorporated settlements) はない。アメリカ地質調査所によると、この郡区はBishopの1つの霊園が含まれる。